# Universidad de Trípoli
La Universidad de Trípoli (en árabe: جامعة طرابلس‎) es la universidad más grande e importante de Libia. Ofrece cursos de pregrado, grado y posgrado. Se ubica en la capital, Trípoli. Se fundó como universidad independiente en 1973 con el nombre de Universidad de Trípoli cuando la Universidad de Libia se dividió, y siendo nombrada entre 1976 y 2011 como Universidad Al Fateh.